# Zygoballus lineatus
Zygoballus lineatus är en spindelart som först beskrevs av Cândido Firmino de Mello-Leitão 1944.  
Zygoballus lineatus ingår i släktet Zygoballus och familjen hoppspindlar. Inga underarter finns listade i Catalogue of Life.